# Wachendorf (Syke)
Wachendorf ist ein Ortsteil der Stadt Syke (Landkreis Diepholz, Niedersachsen).

## Geografie

### Lage
Wachendorf ist ein Ortsteil der Stadt Syke. Zusammen mit den Syker Ortsteilen Henstedt, Heiligenfelde, Gödestorf und Jardinghausen wird ein südlicher Bereich gebildet. Zu Wachendorf gehören die historischen Ortsteile Borstel, Hillenberg, Kirchberg, Legenhausen, Neddernheide, Vöhrde und Colonie Wachendorf.
Wachendorf gehört zusammen mit Henstedt, Heiligenfelde, Gödestorf und Jardinghausen zum Kirchspiel Heiligenfelde.

### Nachbarorte
Nachbarn des am südöstlichen Rand von Syke gelegenen Ortes Wachendorf sind die Syker Ortsteile Jardinghausen, Heiligenfelde und Gödestorf. Östlich ist es die Syker Nachbargemeinde Thedinghausen; im Süden ist es von der Syker Nachbargemeinde Bruchhausen-Vilsen deren Gemeindeteil Süstedt.

### Flüsse/Bäche
Im östlichen Ortsbereich, zur Samtgemeinde Thedinghausen hin, fließt der Süstedter Bach, der in Süstedt entspringt und östlich von Weyhe-Kirchweyhe in den Kirchweyher See mündet. Zeitweise ist er Grenzfluss zur Samtgemeinde Thedinghausen (Emtinghausen und Riede).

## Geschichte

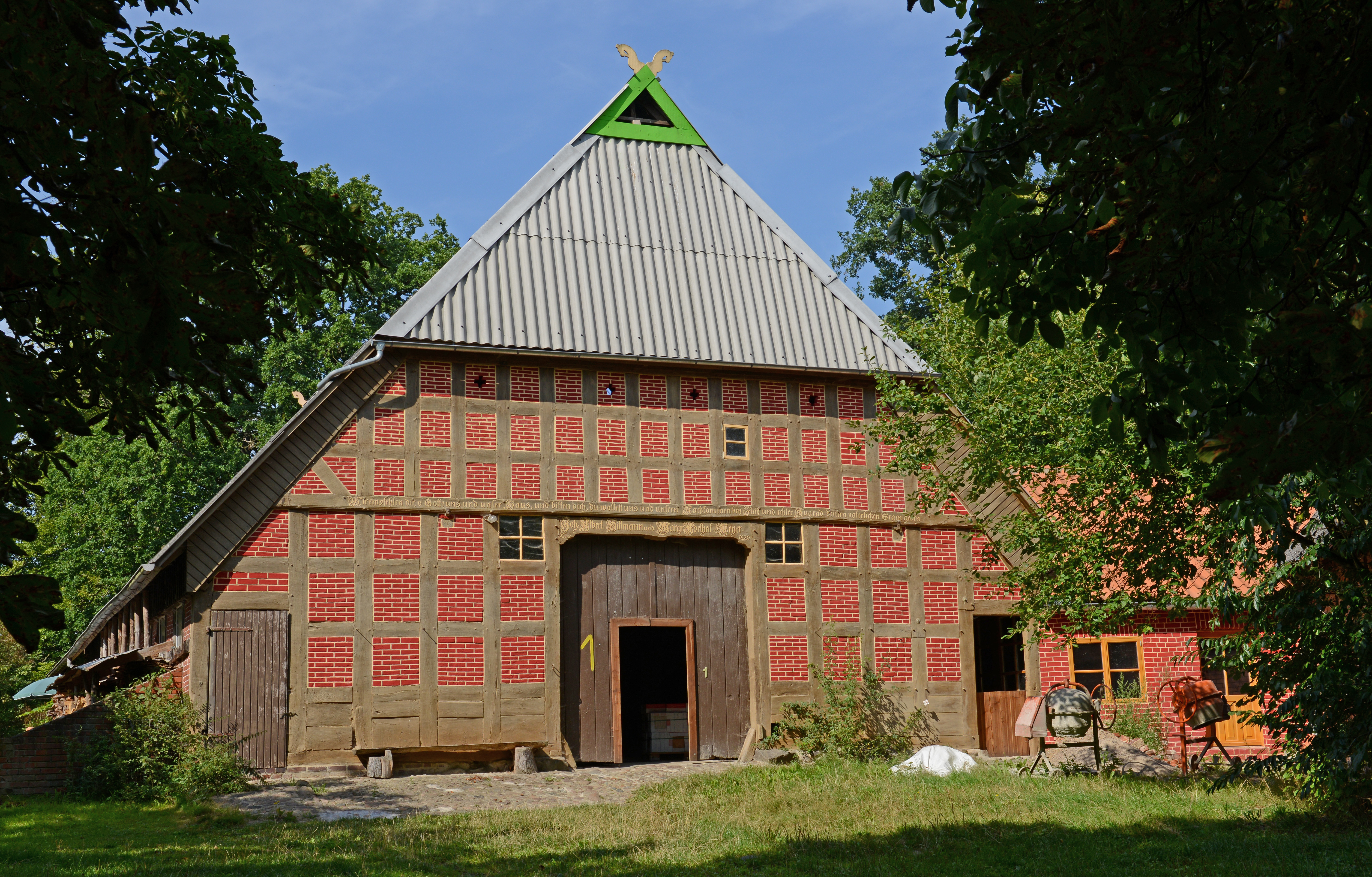
Ehemaliger Hillmannhof, Alter Berg 1

Im 11. oder 12. Jahrhundert wurde auf dem Gelände von Gut Wachendorf eine Motte als Burg Knippenberg eines Landadeligen errichtet. 1395 war sie im Besitz von Johann Frese.
Seit um 1700 bis 1973 bestand eine Dorfschule. Die Kinder der Kolonie Wachendorf wurde seit den 1820er Jahren in der Heiligenfelder Schule unterrichtet. Seit 1960 wurden die Kinder schrittweise der Mittelpunktschule Heiligenfelde zugewiesen.
Am 1. März 1974 wurde die Gemeinde Wachendorf in die Stadt Syke eingegliedert.

### Einwohnerentwicklung
- 1950: 848 Einwohner
- 1961: 562 Einwohner[3]
- 1966: 539 Einwohner
- 1970: 531 Einwohner[3]
- 1982: 492 Einwohner
- 2006: 476 Einwohner

## Politik

### Ortsrat
Der Ortsrat, der den Ortsteil Wachendorf vertritt, setzt sich aus fünf Mitgliedern zusammen. Die Ratsmitglieder werden durch eine Kommunalwahl für jeweils fünf Jahre gewählt. Die aktuelle Amtszeit begann am 1. November 2021 und endet am 31. Oktober 2026.
Bei der Kommunalwahl 2021 ergab sich folgende Sitzverteilung:
| Ortsrat 2021Insgesamt 5 Sitze - Grüne: 1 - WVW: 4 |

## Infrastruktur
Wachendorf hat keine eigene Kirche und auch keinen Friedhof. Das Kriegerdenkmal in der Ortsmitte enthält die Namen der Gefallenen und Vermissten aus dem Ersten Weltkrieg und Zweiten Weltkrieg.
Es besteht die Freiwillige Feuerwehr Stadt Syke – Ortsfeuerwehr Wachendorf mit einer Jugendfeuerwehr.

### Verkehr

#### Straße
Wachendorf liegt fernab des großen Verkehrs. Die nächste Bundesstraße, die B 6, verläuft 2,5 km entfernt westlich durch Heiligenfelde und schafft gute Verbindungen zum Norden (nach Bremen, zur A 1 und zur A 27) und zum Süden (nach Hannover, zur A 2).
Spätestens 1974 haben alle Wachendorfer Straßen und einige Wege Namen. Insgesamt gibt es in Wachendorf 23 Straßen und Wege, die Namen haben. Daneben gibt es einige namenlos Feldwege. Zwei gut ausgebaute Hauptstraßen (Kreisstraßen K 121 und K 129) durchschneiden den Kernort und unterteilen ihn in verschiedene Bereiche:
- die Straße „Kirchberg“ (K 129) verläuft westlich nach Heiligenfelde / zur B 6
- die „Wachendorfer Straße“ (K 129) verläuft südöstlich nach Süstedt
- die „Gödestorfer Straße“ (K 121) verläuft nördlich nach Gödestorf

Die 2 km westlich vom Ortskern gelegene „Kolonie Wachendorf“ wird von der B 6 durchschnitten.
Namen der Wachendorfer Straßen: Alter Berg, Alte Weide, Am Holzkamp, Bruchdamm, Colonie (= B 6), Gödestorfer Straße, Heidkamp, Heisterort, Hermann-Löns-Weg, Hillenberg, Im Dorfe, In den Dänen, Kirchberg, Legenhausen, Lindenweg, Moorweg, Neddernheide, Obere Heide, Pulterkuhle, Rethweg, Wachendorfer Straße, Weidedamm, Zum Borstel, Zum Heussen

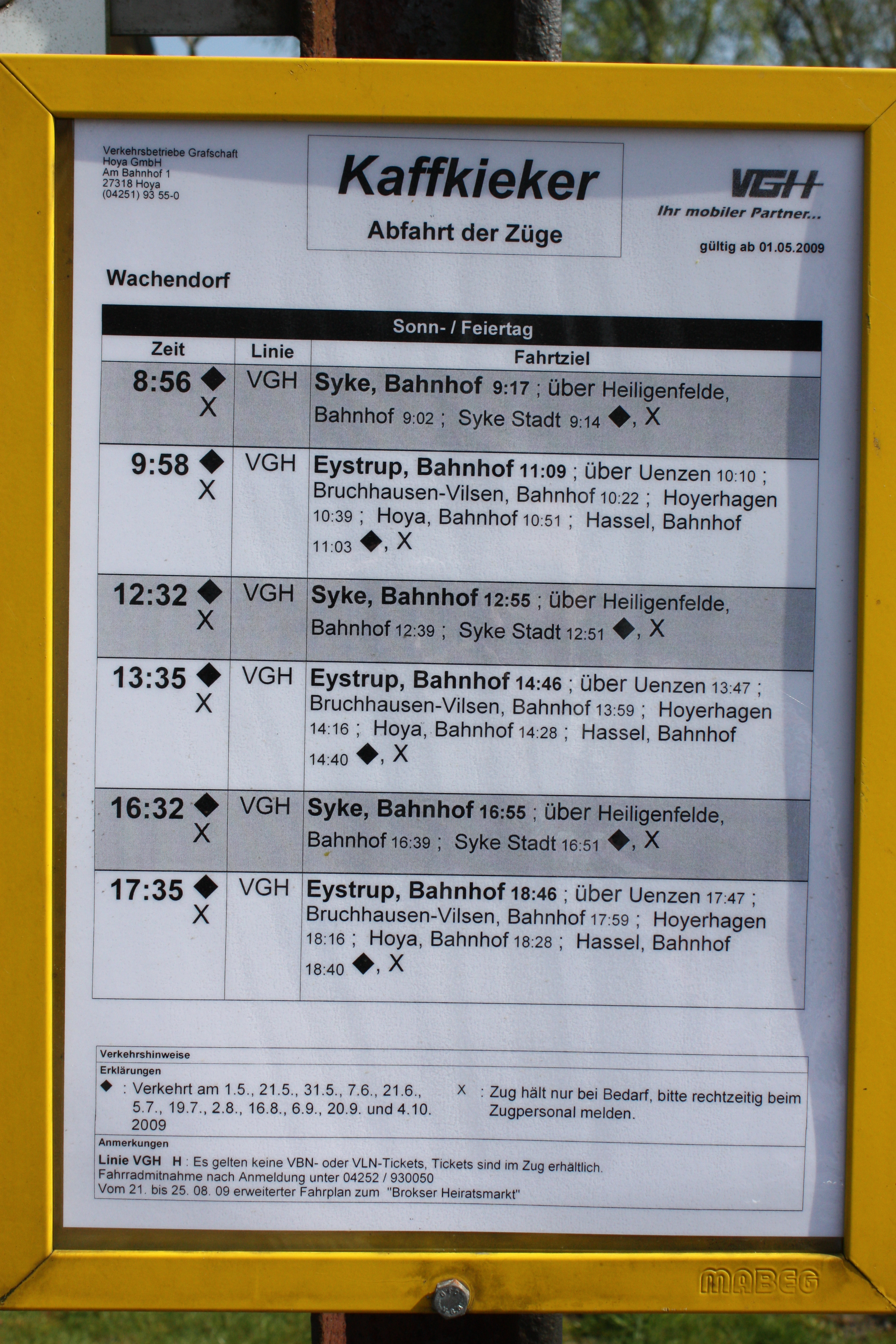
Fahrplan des Kaffkiekers im Sommer 2009 am Haltepunkt Wachendorf

#### Schiene
- Der nordwestlich, ca. 9 km vom Wachendorfer Ortskern entfernt gelegene DB-Bahnhof in Syke gehört zur Strecke Bremen-Osnabrück.
- Wachendorf ist Haltepunkt an der Museumsbahn „Kaffkieker“. Diese  Museumsbahn war von 1987 bis 1991 und ist wieder seit 2006 zwischen den niedersächsischen Orten Syke und Eystrup in Betrieb.

### Einrichtungen, Vereine
- Freiwillige Feuerwehr von 1935
- Dorfgemeinschaftshaus Wachendorf
- Jugendspielmannszug – Marching Brass Band Wachendorf und Umgebung von 1976: Veranstaltet jährlich am Himmelfahrtstag das internationale Wachendorfer Musikfest. Er nimmt an nationalen und internationalen Musikfesten und Paraden und am Bremer Freimarktsumzug teil.
- Freizeit- und Gemeinschaftsverein Wachendorf von 1998 mit rund 140 Mitgliedern: Er ging aus einer lose geführten Dorfjugend hervor. Er organisiert örtliche Veranstaltungen wie u. a. das jährliche Osterfeuer, Theateraufführungen, Kohltouren, Maibaumpflanzen.

## Sehenswürdigkeiten

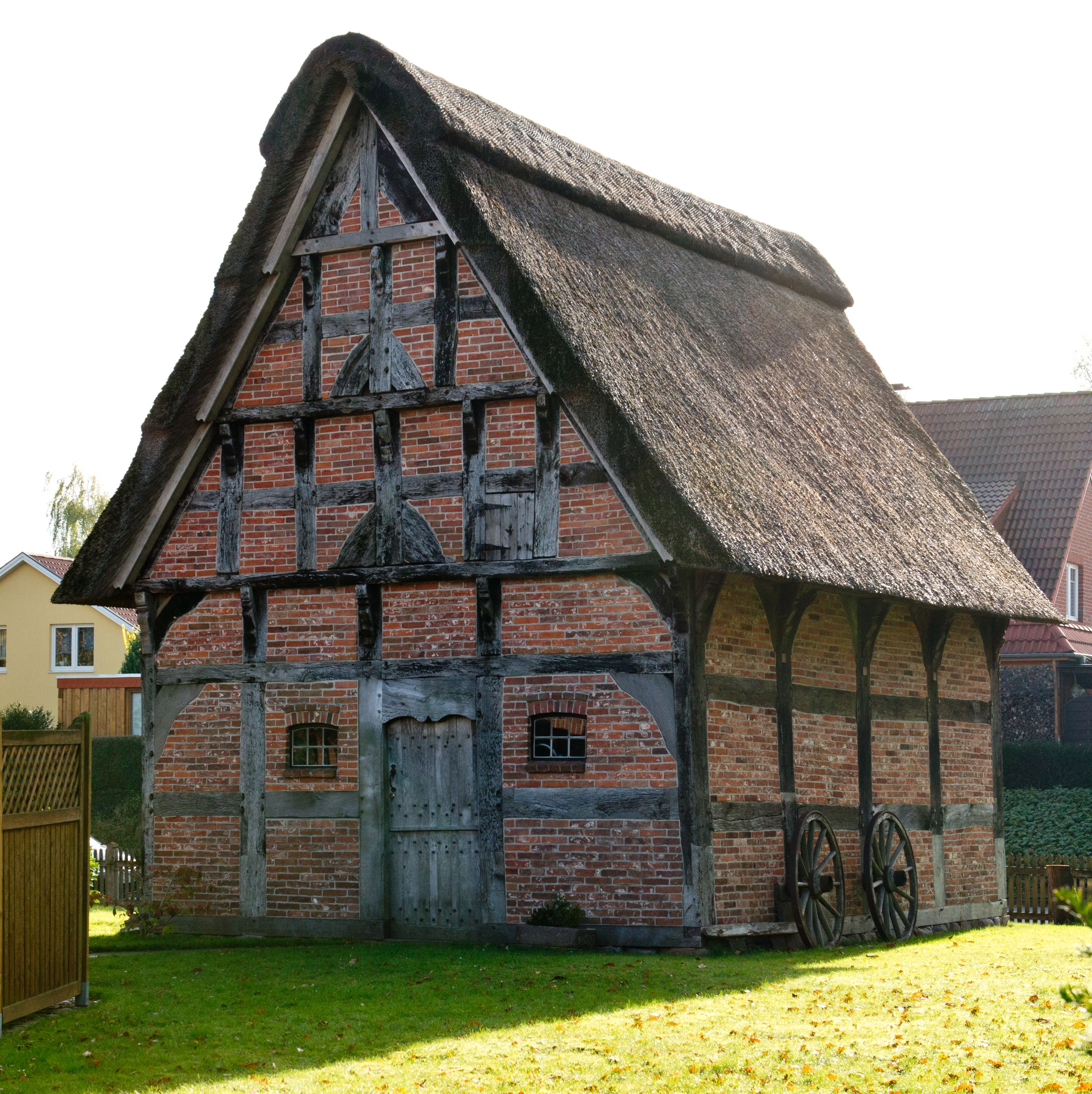
Speicher Heisterort 2

- In der Liste der Baudenkmale in Syke sind  zehn Baudenkmale aufgeführt.
- Im Wettbewerb Unser Dorf hat Zukunft belegte Wachendorf 2008 im Landkreis Diepholz zusammen mit Barenburg einen 3. Platz.
- Kriegerdenkmal an der Ecke Kirchberg / Legenhausen / Heidkamp, gegenüber der Schießsporthalle: Es enthält die Namen von 27 Gefallenen aus dem Ersten Weltkrieg und von 40 Gefallenen und Vermissten aus dem Zweiten Weltkrieg – (siehe Kriegerdenkmale in Syke/Wachendorf)
- Ehemalige Rittergut Wachendorf am nördlichen Ortsrand

### Gut Wachendorf und Rudi Carrell

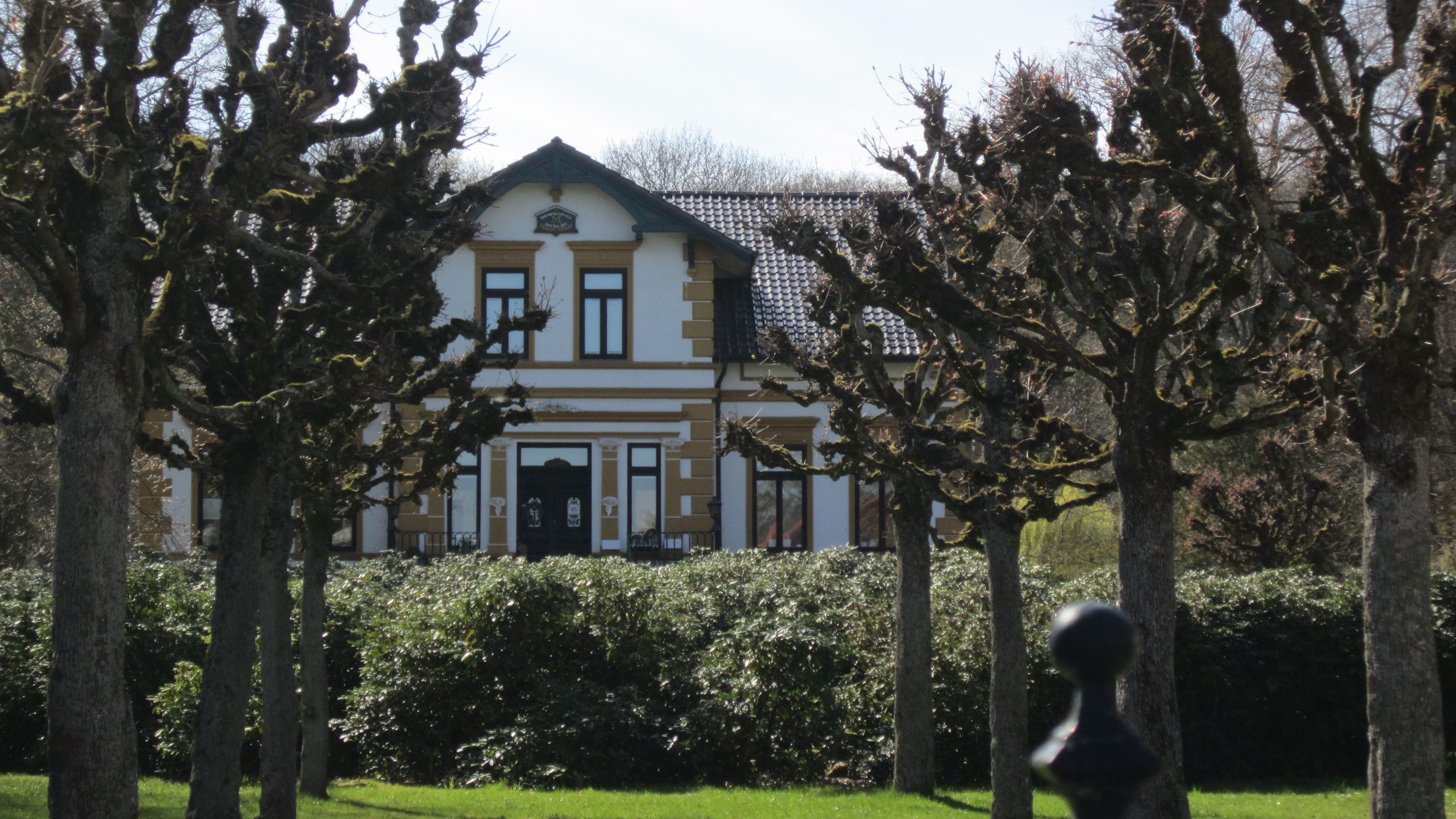
Herrenhaus des ehemaligen Ritterguts Wachendorf

Im 11. oder 12. Jahrhundert war auf dem Gelände von Gut Wachendorf die Motte Burg Knippenberg als Wohnsitz eines Landadeligen errichtet worden.
1975 wurde das 12 ha große Gelände von Rudi Carrell erworben. Der niederländische Sänger, Showmaster und Entertainer wohnte bis zu seinem Tod im Juli 2006 im Herrenhaus des ehemaligen Ritterguts Wachendorf. 

Im April 2007 wurde sein Anwesen – ein Waldstück mit Mühlenteich und mehreren Häusern, darunter dem Herrenhaus – verkauft und zu einer Pflege-Wohngemeinschaft für Wachkoma-Patienten umgebaut.

Die Betreiber der Einrichtung setzten sich 2020 zur Ruhe und verkauften das Gelände. Es ist seit 2021 in Privatbesitz und nicht zu besichtigen.